# 31461 Shannonlee
31461 Shannonlee è un asteroide della fascia principale. Scoperto nel 1999, presenta un'orbita caratterizzata da un semiasse maggiore pari a 2,5603113 UA e da un'eccentricità di 0,1439175, inclinata di 6,87087° rispetto all'eclittica.